# Ia Soechitasjvili
Ia Soechitasjvili (Georgisch: ია სუხიტაშვილი; Tbilisi, 29 augustus 1980) is een Georgische actrice.

## Biografie
Iamze Soechitasjvili werd op 29 augustus 1980 geboren in Tbilisi, Georgië. Ze studeerde in 2001 af aan de staatsuniversiteit voor theater en film Sjota Roestaveli. Vanaf 2001 trad ze op in diverse theaterproducties en televisieseries. Ze won een prijs voor beste jonge actrice voor haar rol in Romeo en Julia en een prijs voor haar rol in Hamlet.
Vanaf 2005 acteert ze ook in speelfilms. Ze won de Zilveren Schelp voor beste actrice op het Filmfestival van San Sebastián 2020 voor haar rol in Dasatskisi.

## Filmografie

### Films
- 2024: April - als Nina
- 2020: Dasatskisi - als Yana
- 2015: The Summer of Frozen Fountains - als Lika
- 2013: Blind Dates - als Manana
- 2012: Keep Smiling - als Gvantsa Korinteli (als Iamze Sukhitashvili)
- 2009: Tbilisuri Love Story - als Tika
- 2009: A Trip To Karabakh 2: Conflict Zone - als Tana's vriend
- 2005: Garpastum - als Vita (als Iamze Sukhitashvili)

### Televisie
- 2015: Paradox - als Tina (6 afleveringen)
- 2003-2004: Hot Dog - als Keti

## Prijzen en nominaties
De belangrijkste:
| Jaar | Prijs                          | Categorie                          | Film       | Uitslag  |
| ---- | ------------------------------ | ---------------------------------- | ---------- | -------- |
| 2020 | Filmfestival van San Sebastián | Zilveren Schelp voor beste actrice | Dasatskisi | Gewonnen |